# Zingiber nimmonii
Zingiber nimmonii là một loài thực vật có hoa trong họ Gừng. Loài này được John Graham (1805-1839) mô tả khoa học đầu tiên năm 1839 dưới danh pháp Alpinia nimmonii. Năm 1852, Nicol Alexander Dalzell chuyển nó sang chi Zingiber.

## Từ nguyên
Tính từ định danh nimmonii hay nimmoi là để vinh danh Joseph Nimmo (?-1854), nhà thực vật học người Anh, bạn của John Graham, người đầu tiên quan sát và ghi chép về loài này tại tây nam Ấn Độ, đồng thời cũng là tác giả của một số phần trong A catalogue of the plants growing in Bombay and its vicinity sau khi Graham mất (ngày 28 tháng 5 năm 1839). Lưu ý rằng họ Nimmo còn có cách viết khác là Nimmon.

## Phân bố
Loài này có tại vùng duyên hải tây nam Ấn Độ (các bang Goa, Karnataka, Kerala, Maharashtra, Tamil Nadu). và có thể có ở Nepal và Myanmar. Môi trường sống là nền rừng lá sớm rụng ẩm ướt, trên nền đất đá ong tới đất sét, cũng như ở vùng đồng bằng, ở cao độ tới 700 m.

## Phân loại
Baker (1892) và Schumann (1904) đặt Z. nimmonii trong tổ Cryptanthium.

## Mô tả
Cây thảo lâu năm. Thân rễ nhỏ, ruột màu tím hoa cà-ánh tía, thơm nồng. Rễ mọng, với các củ rễ mọng. Thân lá cao 0,5-1,5 m, thẳng đứng, nhẵn nhụi, một năm, thuôn tròn, mập cỡ cây gậy nhỏ, màu xanh lục ánh đỏ. Cuống lá từ không có đến gần như không cuống. Lưỡi bẹ dài 2–5 mm, như da, cắt cụt tới chẻ đôi. Lá mọc so le, hai dãy, không cuống; phiến lá thuôn dài hoặc thuôn dài-hình mác, (15-)30-45 × 5–9 cm, đỉnh nhọn thon, đáy nhọn lệch, trên các bẹ lá ôm thân, mặt trên màu xanh lục, nhẵn nhụi hoặc thưa lông tơ, mặt dưới nhạt màu hơn, rậm lông tơ. Cành hoa bông thóc mọc từ thân rễ, nổi lên trên mặt đất cách gốc thân giả chỉ một khoảng cách ngắn, hình trứng tới gần hình cầu. Cuống cụm hoa ngắn, đỉnh hầu như không thò trên mặt đất. Lá bắc thẳng-thuôn dài hoặc hình mác, 2,5-3,8 × 0,8-1,2 cm, đỉnh nhọn tới nhọn thon, nhẵn nhụi, màu xanh lục nhạt ánh đỏ, sọc đỏ bên trong, chẻ đôi. Lá bắc con ~2,5 × 1 cm, hình mác. Hoa dài 4,5–5 cm, 1 mỗi lá bắc. Đài hoa hình ống, dài 1-1,2 cm, chẻ một bên, dạng màng, màu trắng. Ống tràng dài như lá bắc, thanh mảnh, màu trắng, 3 thùy. Các thùy tràng dài gần bằng nhau, màu từ vàng nghệ ánh đỏ tới da cam ánh vàng, hình mác. Cánh môi 3 thùy, màu vàng nghệ tới vàng sáng với đốm hồng tía; thùy giữa hình trứng-thuôn tròn tới hình trứng ngược-hình nêm, 2,5 × 1,2 cm, từ hơi có khía răng cưa tới chẻ đôi ở đỉnh, các tai ở đáy nhỏ, thuôn tròn. Bao phấn màu vàng, không cuống. Đầu nhụy hơi nhô ra ngoài mào bao phấn. Tuyến trên bầu màu vàng, dài ~5 mm. Quả nang hình elipxoit, cỡ quả trứng chim sẻ, ~2-4 × 2 cm, 3  góc, màu ánh trắng khi non chuyển thành màu nâu sẫm hoặc ánh đỏ tới đỏ sẫm khi già, mọng, chen chúc, tương tự như Lilium bulbiferum khi nó bắt đầu đâm chồi trên mặt đất vào mùa xuân. Hạt 6-7 × 3–4 mm, màu nâu sẫm; áo hạt màu trắng. Ra hoa và tạo quả tháng 7-10. Gần giống với Z. panduratum ở Myanmar.

### Loài tại Myanmar
Mu Mu Aung (2016) cho rằng loài này có tại vùng Mandalay, Myanmar, dựa theo các mẫu vật và hình vẽ do Tin Tin Win et al. thu thập/vẽ năm 1975, nhưng bản thân tác giả cũng chưa thu thập lại được mẫu vật của loài này. Mô tả của Mu Mu Aung cho mẫu vật của loài tại Myanmar được cho là Z. nimmonii như sau:
Cây thảo thân rễ sống lâu năm, cao 1,2–1,5 m. Thân rễ vỏ màu nâu nhạt, mọng; rễ hình củ, dài 5–6 cm, màu trắng. Thân lá thon búp măng, mập, dài 0,9–1,2 m và đường kính 1,5–2,0 cm, non có lông sau nhẵn nhụi, dẹp, phía trên màu xanh lục, phía dưới màu hồng ánh đỏ. Lá mọc so le và xếp thành 2 dãy; phiến lá hình mác, 30–38 × 7–8 cm, đỉnh nhọn thon, đáy hình nêm, các gân bên nhiều, có lông tơ cả hai mặt; cuống lá dài 9–10 mm và rộng 4–5 mm, có lông tơ, màu nâu ánh đỏ; lưỡi bẹ hình tròn nhiều hay ít, dài 2–3 × 0,5–0,6 cm, màu đỏ nhạt, dạng màng, bẹ dài 10–11 × 2,2–2,5 cm, màu xanh lục ánh đỏ, có lông tơ. Cụm hoa là cành hoa bong thóc ở nách thân giả; cuống cụm hoa dài 3–4 cm và đường kính 1,2–1,5 cm, màu hồng nhạt, trước có lông sau nhẵn nhụi; cành hoa bông thóc hình trứng hoặc gần hình cầu, dài 8–8,5 cm và đường kính 3,8–4 cm, màu hồng ánh đỏ. Các lá bắc có thể thay đổi, các lá bắc phía dưới hình trứng rộng, 4–4,2 × 3,8–4 cm, nhẵn nhụi, màu hồng ánh đỏ, các lá bắc phía trên thẳng-thuôn dài đến hình mác, 4–4,4 × 1,7–2 cm, màu hồng ánh đỏ. Lá bắc con thuôn dài-thẳng, 3–3,2 × 0,7–0,8 cm, màu hồng nhạt, dạng màng. Hoa dài 5,3–5,5 cm, đường kính 1,3–1,5 cm, màu vàng ánh đỏ, không cuống, thường nở đơn lẻ; đài hoa hình ống, 1,8-2 × 1-1,2 cm, màu trắng, dạng màng, ống đài 1,7–1,9 × 1–1,2 cm, các thùy hình tam giác, ~1 × 2 mm; ống tràng 2,5–2,6 × 0,2–0,4 cm, màu trắng; các thùy tràng hoa không bằng nhau, hình mác, lõm, thùy tràng lưng 3,5–3,7 x 0,5-0,6 cm, màu vàng ánh đỏ; các thùy tràng bên 2–2,2 × 0,4–0,5 cm, màu trắng ánh hồng; cánh môi thuôn dài, 2,5–2,7 × 1,5–1,7 cm, màu vàng sáng với đốm đỏ, đỉnh rộng đầu, các nhị lép bên rất nhỏ, hình tròn. Nhị hoa hình vòng cung, dài 1,5–1,7 cm và đường kính 2–3 mm, màu vàng, chỉ nhị dài 1–2 mm và rộng ~1 mm, màu trắng, các thùy bao phấn hình elipxoit, 1,1–1,3 × 0,2–0,3 cm, màu trắng, không cựa, mào hẹp, dài và cong, 3–4 × 1 mm, màu vàng. Bầu nhụy gần thuôn dài, 6 × 3–4 mm, màu trắng ánh hồng, có lông tơ, 3 ngăn, noãn đính trụ với 3 hàng noãn mỗi ngăn, vòi nhụy 40–80 × 0,1 mm, đầu nhụy hình phễu, 2 × 0,5 mm, mép có lông rung, 4–5 × 1 mm, màu trắng. Quả nang gần thuôn dài, 2,8–3 × 1,5–1,7 cm, màu hồng ánh đỏ, có lông tơ. Ra hoa và tạo quả tháng 6-10. Môi trường sống là nền rừng, dưới tán các cây gỗ, ở cao độ 200-1.000 m.